# Drets ARCO
Els drets ARCO són els drets que segons la  llei orgànica 15/1999 de 13 de desembre de protecció de dades de caràcter personal que han agafat aquest sobrenom en la formulació de la paraula mitjançant la inicial de cada un dels drets que estableix la llei

## Drets ARCO
- Dret d'Accés: El dret d'Accés reconeix als ciutadans la potestat de defensar la seva privacitat controlant per si mateixos l'ús que es fa de les seves dades personals. Aquest dret és regulat en el títol III de la LOPD (article 15)[1] i el títol III del Reial Decret 1720/2007 (articles 23 a 26 i articles 27 a 30).
- Drets de Rectificació i Cancel·lació: Els drets de rectificació i cancel·lació són regulats en l'article 16 de la Llei Orgànica de protecció de dades de caràcter personal[1] i en els articles 31 a 33 del Reial Decret 1720/2007. Quan les dades personals d'un ciutadà resultaren ser incompletes, inexactes, excessives o inadequades aquest pot requerir al responsable del fitxer la seva rectificació o cancel·lació.
- Dret d'Oposició: El dret d'oposició és regulat en els articles 35 a 36 de la Llei Orgànica de protecció de dades de caràcter personal[1] i Reial Decret 1720/2007. Bàsicament consisteix en el dret dels titulars de les dades per dirigir-se al responsable del fitxer perquè deixi de tractar les seves dades sense el seu consentiment per a fins de publicitat o prospecció comercial.